# The Game Awards
The Game Awards is een jaarlijks gehouden evenement in de Verenigde Staten met prijsuitreikingen voor behaalde prestaties in de computerspelindustrie. De shows worden gepresenteerd door de Canadees Geoff Keighley. Tevens worden er ook nieuwe en aangekondigde computerspellen getoond.

## Geschiedenis
Keighley werkte al van 2003 tot 2013 aan de voorloper van The Game Awards, genaamd de Spike Video Game Awards. Deze show werd aan het eind van elk jaar uitgezonden op Spike TV en toonde de beste games van dat afgelopen jaar.
Nadat de show in 2013 meer een commercieel en komisch karakter kreeg, gericht op toekomstige games, werd dit achteraf beschouwd als teleurstellend. Keighley kon zich niet vinden in de nieuwe toon van de show en nam afstand van zijn betrokkenheid. In november 2014 kondigde Spike aan dat de Spike Video Game Awards werd stopgezet.
Met financiële steun en hulp van spelontwikkelaars en uitgevers in de computerspelindustrie kreeg Keighley het voor elkaar om in 2014 een nieuwe show op te zetten onder de naam The Game Awards. Deze moest live worden gestreamd op alle netwerken van de spelconsoles en op Steam, om zo een groter publiek aan te trekken dan voorheen bij Spike TV het geval was.

## Commissie
The Game Awards heeft een adviescommissie die bestaat uit vertegenwoordigers van fabrikanten als Microsoft, Sony, Nintendo en AMD, en uitgevers als Electronic Arts, Activision, Rockstar Games, Ubisoft, Valve en Warner Bros. Deze commissie selecteert ongeveer 30 computerspel-gerelateerde nieuwsorganisaties die speltitels kunnen nomineren in verschillende categorieën. De commissie verzamelt alle nominaties en selecteert de meest genomineerde speltitels waarop de nieuwsorganisaties vervolgens kunnen stemmen. De winnaar krijgt uiteindelijk de titel Game of the Year (spel van het jaar).

## Evenementen en winnaars
| Jaar | Datum            | Game of the Year                        | Kijkers (miljoen) |
| ---- | ---------------- | --------------------------------------- | ----------------- |
| 2014 | 5 december 2014  | Dragon Age: Inquisition                 | 1,9               |
| 2015 | 3 december 2015  | The Witcher 3: Wild Hunt                | 2,3               |
| 2016 | 1 december 2016  | Overwatch                               | 3,8               |
| 2017 | 7 december 2017  | The Legend of Zelda: Breath of the Wild | 11,5              |
| 2018 | 6 december 2018  | God of War                              | 26,2              |
| 2019 | 12 december 2019 | Sekiro: Shadows Die Twice               | 45,2              |
| 2020 | 10 december 2020 | The Last of Us Part II                  | 83                |
| 2021 | 9 december 2021  | It Takes Two                            | 85                |
| 2022 | 8 december 2022  | Elden Ring                              | 103               |
| 2023 | 7 december 2023  | Baldur's Gate 3                         | 118               |
| 2024 | 12 december 2024 | Astro Bot                               |                   |